# Американский голый терьер
Американский голый терьер (англ. american hairless terrier) — порода собак, выведенная в начале 1970-х годов в Соединённых Штатах Америки. Международной кинологической федерацией не признана, но предварительно утверждена. Родоначальниками породы были некрупные крысоловные собаки (рэт-терьеры). Отсутствие шерсти на собаках этой породы делает их кожу достаточно уязвимой и препятствует рабочему использованию этих собак, поэтому, несмотря на охотничье прошлое, голые терьеры в первую очередь — собаки-компаньоны. Характер американского голого терьера представляет собой сплав энергии, жизнелюбия, отваги и любви. Голые терьеры очень умные собаки, которые любят обучаться и легко овладевают любым видом дрессировки. В большинстве стран мира эти собаки живут преимущественно в семьях аллергиков, так как часто бывает так, что АГТ оказывается единственной породой, которая не вызывает аллергической реакции.

## История породы
Началом истории американского голого терьера принято считать осень 1972 года, когда основоположнику породы Эдвину Скотту (Edwin Scott), проживавшему в небольшом городке Траут (Trout), штат Луизиана, был подарен голый щенок, родившийся в помёте чистокровных рэт-терьеров. Редкие случаи появления безволосых щенков от нормальных, покрытых шерстью родителей были уже известны в этой породе, и считались следствием мутации, привнесённой от предковых форм.
Эдвин Скотт и его семья оценили преимущества ухода за собакой без шерсти, и несмотря на отсутствие опыта разведения, заинтересовались идеей получения от неё голого потомства.
В возрасте одного года Жозефина (Josephine), как назвал её Скотт, была повязана со своим отцом и принесла четырёх щенков, один из которых оказался голым. Последующие несколько помётов не принесли ни одного щенка без шерсти, и только 30 декабря 1981 года у Жозефины родились два покрытых (с шерстью) и два голых щенка. Этот день Скотты провозгласили Днём рождения породы Американский голый терьер.
Впоследствии, изучая породу, Эдвин Скотт выявил её генетические закономерности, и основав питомник Trout Creek Kennel, занялся популяризацией АГТ.
Интерес к породе возрос, когда было замечено, что у большинства людей, страдающих аллергией, не проявлялось каких-либо негативных реакций при общении с этими собаками.
В 1998 году порода американский голый терьер была признана Американской Ассоциацией Редких Пород (ARBA) и Национальным Клубом Породы Рэт-терьер.
В январе 1999 года, когда Объединённый Клуб Собаководства (UKC) признал рэт-терьеров, собаки без шерсти были занесены в реестр UKC, как голая их разновидность.
В ноябре этого же года первой страной, признавшей АГТ за пределами США, стала Канада.
Как самостоятельная порода американский голый терьер был признан и зарегистрирован в UKC в 2004 году.
В 2010 году порода была признана Российской кинологической федерацией (РКФ).
На данный момент АГТ является предварительно утверждённой породой в FCI и признана кинологическими организациями многих стран.

## Стандарт породы
Официальный стандарт породы UKC (пересмотрен 26.07.2006)
Общий вид: Американский голый терьер — активный, с равномерно развитой мускулатурой терьер, от малого до среднего размера. Предпочтительное соотношение длины тела (от передней части груди до точки ягодиц) к высоте (от холки до земли) — 10:9. Голова широкая, слегка выпуклая, клиновидная, и пропорциональная размеру тела. Уши V-образной формы, расположены на внешних краях черепа, и могут быть стоячими, полустоячими или висячими на хряще. Обе разновидности могут иметь саблевидный хвост естественной длины, или хвост может быть купирован у покрытых собак. Американский голый терьер представлен разнообразием окраса и рисунка кожи (голая разновидность) или шерсти (покрытая разновидность).
Характеристика: Американский голый терьер энергичная, проворная собака, чьё любопытство и интеллект делают её легко поддающейся дрессировке. Предки этой породы были выведены для охоты. Отсутствие шерсти делает голую разновидность непригодной для охоты, но обе разновидности всё ещё обладают сильным охотничьим инстинктом и покрытые собаки являются бесстрашными, цепкими охотниками с неограниченной энергией. Американский голый терьер исключительно дружественный компаньон, одинаково ладящий с детьми, другими собаками, и даже кошками. Американские голые терьеры наслаждаются человеческим общением и будут охотно делиться любой активностью с их владельцами. Голые собаки нуждаются в защите от солнца и зимних холодов. Американские голые терьеры не должны участвовать в конформационных судействах.
Голова пропорциональна размеру тела. При виде сбоку, череп и морда равной длины, переход ото лба к морде умеренный. При виде сбоку и спереди в целом голова в форме тупого клина.
- Череп широкий и слегка выпуклый, слегка сужается к морде. Челюсти мощные с хорошо развитой щёчной мускулатурой.
- Морда хорошо заполнена под глазами, с чёткими линиями, слегка сужается к носу. Челюсти мощные и позволяющие собаке открыть рот достаточно широко, чтобы ловить крыс и других грызунов. Губы сухие, плотно прилегающие, не отвислые. Пигментация губ соответствует пигментации носа.
- Зубы — американский голый терьер имеет полный набор равномерно распределённых, крупных белых зубов. Ножницеобразный прикус является предпочтительным, но допускается и прямой прикус.
- Нос чёрный или однотонный.
- Глаза косо посаженные, круглые, среднего размера, несколько выпуклые. Края век пигментированы в тон цвета носа.

— Голая разновидность: Глаза могут быть любого окраса, имеющегося у покрытого типа.
— Покрытая разновидность: Цвет глаз в диапазоне от тёмно-коричневого до янтарного и соответствует цвету кожи. Светло-коричневые (карие) глаза допускаются у собак со светлой кожей. Голубые или янтарные глаза допустимы только у собак с голубым окрасом, но тёмно-серые глаза с серой обводкой век предпочтительнее.
- Уши V-образной формы, расположены на внешних краях черепа. Стоячие уши (Erect Ears) являются предпочтительными, но приемлемы полустоячие (Tipped Ears) и висячие на хряще (Button Ears). Предписанное положение ушных раковин строго обязательно. Положение ушей, не соответствующее стандарту, должно наказываться в соответствии со степенью выраженности.

Примечание: Положение ушей может быть нестабильным до достижения собакой зрелости. За неправильное положение ушей собакам в возрасте до 1 года оценка не снижается.
Шея ровная, гладкая, средней длины, умеренно мускулистая, слегка изогнута и слегка сужается от плеч к голове. Линия шеи плавно переходит в линию спины.
Передние конечности: Плечи с равномерно развитой мускулатурой. Лопатки наклонены назад под хорошим углом, верхняя часть их плотно прилегает к холке. Предплечья и лопатки одинаковой длины и соединены под прямым углом. Локти плотно прижаты к телу. При осмотре с любой точки передние конечности прямые, сильные и крепкие в кости. Пясти сильные, короткие, почти вертикальные.
Корпус — правильно сложенный американский голый терьер имеет длину тела (от передней части груди до точки ягодиц), немного превышающую высоту в холке (от холки до земли), а длина передних конечностей (при измерении от локтя до земли) должна равняться примерно половине высоты собаки. В движении и в стойке линия спины прочная и ровная. Поясница умеренно короткая, слегка выпуклая и мускулистая, умеренно подобранная. Круп слегка скошен. Рёбра формируют широкую крепкую спину и образуют глубокую грудную клетку. Нижняя часть грудной клетки находится на уровне локтя или чуть ниже. При осмотре спереди грудь между передними конечностями хорошо наполненная и умеренной ширины. При взгляде сбоку — виден небольшой форбруст овальной формы.
Задние конечности мускулистые, длина бёдер и голеней приблизительно равная. Углы задних конечностей сбалансированы с углами передних конечностей. Углы сочленений хорошо выражены. При положении стоя короткие сильные плюсны перпендикулярны земле, а при виде сзади — параллельны друг другу.
Лапы компактные, слегка овальной формы. Два средних пальца незначительно длиннее других. Пальцы могут быть отделены друг от друга, но не быть плоскими или вывернутыми. Прибылые пальцы на передних конечностях могут быть удалены, на задних конечностях прибылые пальцы удаляются обязательно.
Хвост толстый в основании, сужающийся к кончику. Когда собака в насторожённом состоянии, хвост несётся по восходящей кривой (в виде сабли). В спокойном состоянии положение хвоста выше или ниже уровня спины. У покрытой разновидности хвост может купироваться. Купирование должно производиться между вторым и третьим позвонком.
Шерсть
— Голая разновидность: Щенки рождаются полностью покрытые мягкой шерстью, которая постепенно теряется к 6-8 неделям. К этому возрасту щенок должен быть полностью без шерсти. У взрослого американского голого терьера волосы отсутствуют по всему телу, кроме области бакенбард, бровей и подбородка. На взрослых собаках допустимы очень тонкие редкие короткие волосы. Кожа на ощупь мягкая и тёплая. Голая разновидность может покрываться потом от перегрева или стресса, но это не влечёт снижения оценки в ринге.
— Покрытая разновидность: Шерсть короткая, плотная, гладкая. Бакенбарды не удалены.
Окрас
— Голая разновидность: Допустим любой цвет кожи. Кожа обычно имеет основной окрас и пятна разной величины контрастного цвета. С возрастом пятна увеличиваются в размерах, а цвет кожи темнеет от пребывания на солнце.
— Покрытая разновидность: Допустимы: однотонный белый, двухцветный, трёхцветный, соболиный, пёстрый, но всегда с наличием участков окрашенных в белый цвет, любого размера и локализации. Другие допустимые окрасы: чёрный, коричневый (от тёмно-коричневого до очень светло-коричневого, от интенсивного махагонового до светлого оттенка с чёрным носом и окантовкой глаз), шоколадный (разной интенсивности с однотонным носом и окантовкой глаз), голубой (с однотонным носом и окантовкой глаз), абрикосовый (от оранжевого оттенка до блёклого жёлтого с чёрным носом и окантовкой глаз) и лимонный (от оранжевого оттенка до блёклого жёлтого с однотонным носом и окантовкой глаз).
Рост и вес
- Рост: 25—46 см.

Движения: Американский голый терьер двигается с лёгкостью, говорящей о ловкости, скорости, и силе. Движения АГТ плавные и естественные, с хорошей амплитудой передних конечностей, без намёка на «хакни». Задние конечности обладают мощным толчком и хорошей амплитудой. При рассмотрении движений с любой позиции ноги не смещаются наружу или внутрь, не перекрещиваются и не захлёстывают друг за друга. При высокой скорости есть тенденция к приближению конечностей по направлению к центральной линии баланса.
Недостатки
- Резкий стоп
- Голова в форме яблока
- Короткая морда
- Неполный комплект зубов, перекус или недокус
- Дадли (нехватка пигмента) или нос-бабочка (частично непрокрашенный нос)
- Глаза навыкат; глубоко посаженные глаза; светлые глаза у собак чёрного окраса или пигментации; цвет глаз не соответствует окрасу; глаз с радужкой, содержащей более одного цвета; глаза с бельмом или голубые (China Eye)
- Стоячие уши с подвёрнутыми внутрь сторонами, подобно лепестку тюльпана; уши-розочки; «летящие» уши; неправильный постав ушей
- Плоские лапы; косолапость; не удалены прибылые пальцы на задних конечностях
- Изогнутый хвост; хвост, свёрнутый в кольцо
- Рост больше 45 см или меньше 25 см; ожирение
- Недостатки окраса покрытой разновидности: олений (бледно-жёлто-коричневый с однотонным носом), кремовый, очень светлый желтовато-коричневый с чёрной маской и серебристый (очень светлый оттенок голубого)
- Серьёзные недостатки голой разновидности: остаточные волосы длиннее 1 мм на собаке в возрасте старше 6 месяцев

Дисквалификация
- Односторонний и двусторонний крипторхизм
- Злобность или сильная неуверенность
- Односторонняя или двусторонняя глухота
- Коротконогость у собак, чьи пропорции значительно отличаются от соотношения 10:9
- Висячие уши
- Укороченный от природы хвост (Natural bobtail)
- Жёсткошёрстность или ослабленный шёрстный покров
- Длинная шерсть
- Альбинизм
- Покрытая разновидность: мерль; отсутствие участков, окрашенных в белый; любой другой однотонный цвет, кроме белого